# Ribnica (Eslovênia)
Ribnica é um (em alemão:  Reifnitz) município da Eslovênia. A sede do município fica na localidade de mesmo nome.